# Au Coin des Bons Enfants
Au Coin des Bons Enfants is een restaurant in een monumentaal pand in het centrum van de Nederlandse stad Maastricht. Het restaurant, informeel aangeduid als de 'Coin', ligt op de hoek Kakeberg-Ezelmarkt in het Jekerkwartier, naast het voormalige Bonnefantenklooster, waaraan het zijn naam ontleent. Het was een van de eerste 'fine dining' restaurants in Limburg, vanaf 1957 af en aan met een Michelinster beloond.

## Geschiedenis
Het restaurant werd in 1949 geopend in een tweetal panden, die waarschijnlijk uit de 17e of 18e eeuw dateren en waarvan de vroegste geschiedenis onbekend is. In 1875, maar waarschijnlijk al eerder, was in het hoekpand Ezelmarkt 4 (destijds Bonnefantenstraat, huisnr. 2275) een café gevestigd van de herbergier L. Nicolaes. In 1902 werden de twee huizen door toenmalig eigenaar H. van de Werff verbouwd. Een jaar later werden ze verkocht aan bierbrouwer Hubertus Brand uit Wijlre. Gedurende de eerste helft van de 20e eeuw bleef de bestemming woonhuis en café gehandhaafd. In een lijst van caféhouders en koffiehuizen worden ze niet vermeld, wat waarschijnlijk inhoudt dat het eerder kleinschalige gelagkamers waren, die meer als bijverdienste werden geëxploiteerd en waarvan Maastricht er vele tientallen bezat. De panden waren na de Tweede Wereldoorlog dusdanig vervallen dat ze onbewoonbaar werden verklaard. Onder leiding van architect Jean Huysmans werd het complex in opdracht van eigenaar Brand Bierbrouwerij gerestaureerd en gedeeltelijk herbouwd. Ondanks de zeer ingrijpende restauratie werd het gebouw in 1966 een rijksmonument. Het interieur is diverse malen vernieuwd. Aan de muur hangen enkele medaillons van Willem Hofhuizen en kunstwerken van Caius Spronken en Pierre Devreux.

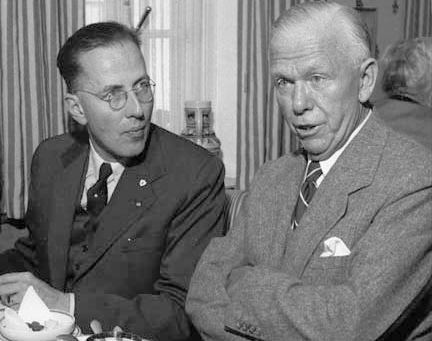
Burgemeester Michiels van Kessenich en George Marshall in de 'Coin', 1952

De eerste chef-kok was Theo Koch (1949-'54), die van Maastricht een culinaire stad wist te maken, zoals het Limburgs Dagblad in 1965 schreef. Maître de restaurant was George van Kooten. Op hoogtijdagen bestond de bediening uit tien personen. De componist Matty Niël speelde er piano. Veel gasten van het eerste uur kwamen uit België, waar al veel langer een traditie van bonne cuisine bestond. Tot de gedistingeerde eetgasten uit de naoorlogse jaren behoorden de Franse komiek Fernandel, prins Bernard, de Amerikaanse minister George Marshall en een groot aantal diplomaten en 'captains of industry'.
In 1954 vertrok Koch naar het nieuwe restaurant Château Neercanne, eveneens eigendom van Brand Bierbrouwerij, dat onder zijn leiding uitgroeide tot een toonaangevend restaurant in Nederland. Zijn opvolger in de 'Coin' was Charles Leon Bignell (1954-'60). In 1957 mochten zowel Koch als Bignell een Michelinster in ontvangst nemen, waarmee ze tot de eerste chefs in Nederland behoorden die deze eer te beurt viel. Bignell werd als chef opgevolgd door Ruigrok (1960-1964), Harry Jagersma (1964-1969), Van Vliet (1969-?), Schiefers (1971-1982) en René Ritzerfeld (1982-1995). In 1962 werden twee aangrenzende panden aan de Kakeberg bij het restaurant getrokken en verbouwd tot keuken en bovenwoning. Van 1971 tot 1992 was een tweede restaurant gevestigd in het pand op de hoek van de Tongersestraat, Au Four Carré genaamd, dat gebruik maakte van de keuken van Au Coin des Bons Enfants.
Het restaurant werd in 1995 overgenomen door chef George Taselaar. Drie jaar later kocht Taselaar het pand van Brand Bierbrouwerij. In 2020 werden Timo Reichelt en Lino de Vrede de nieuwe eigenaren.

## Waardering
Van 1957 tot 1970 en van 2006 tot 2013 bezat het restaurant een Michelinster. In 2023 kreeg het zijn Michelinster weer terug onder leiding van patron-cuisinier Timo Reichelt. GaultMillau vermeldde het restaurant voor het eerst in 1979. In 2023 kreeg het 15 van de 20 punten toegekend.